# PC/AT
IBM PC AT（IBMピーシーエーティー、英語: IBM Personal Computer AT）は1984年にIBMが発売したパーソナルコンピュータ。型番は「IBM 5170」。略称はPC AT、PC/AT、AT等。前身はIBM PC XT、後継はIBM PS/2。なお当アーキテクチャを継承した各社による製品群はPC/AT互換機を参照。

## 呼称
正式名称は「IBM Personal Computer AT」、型番は「IBM 5170」である。ATはAdvanced Technology（先進技術）を意味する。

## 概要
PC/ATは、IBM PCおよびIBM PC XTの後継機種として登場した。Intel 80286を搭載し、システムバス（拡張スロット）を16ビット化（ATバス。後にISAとして規定された）し、ビデオ（グラフィック）にEGAを搭載した。
初代IBM PCと同様に、オープンアーキテクチャを採用し、内部仕様の多くが公開されたため、Compaq、Dellなど多くのメーカーからPC/AT互換機が発売された。
PC/AT及びその互換機のキラーアプリケーションともいえるソフトウェアが、表計算ソフト「Lotus 1-2-3」であった。アメリカ合衆国では、税務計算の必要性やApple II用アプリケーション「VisiCalc」などのヒットなど、表計算ソフトが受け入れられる下地があった。「1-2-3」は1983年にIBM PC用のアプリケーション（8086のリアルモードで稼働）として登場したが、R3ではPC/AT以降に特化したモード（80286のプロテクトモード）が追加された。PC/ATの性能をフルに引き出すことで、互換性を重視した「Microsoft Multiplan」をはるかに凌駕する再計算スピードや、豊富なアドオンによるカスタマイズ性の高さをセールスポイントとしてアピールし、大ベストセラーとなった。互換機メーカは、PC/ATとの互換性よりも「1-2-3互換」(1-2-3 Compatible)を売りにするほどであった。
マイクロソフトは、IBMによるPC DOSの権利譲渡の要求を頑なに拒んだ。逆に、自社ブランド (MS-DOS) でのオペレーティングシステム (OS) の各社へのOEM供給や単独販売を行うようになった。これにより、MS-DOSはCP/M-86との競争に勝利し、また互換機によるIBM純正機の市場シェア低下という結果をもたらしたのである。これに対し、IBMは失った市場を取り戻す為、IBM PS/2によりクローズドアーキテクチャ路線への方向転換を画策したのだが、その時には既に、市場はAT一色に染まっていた。

## 基本仕様
- CPU: 80286 6MHz（後に8MHz）
- メモリ: 256KB - 512KB（標準）
- 外部記憶: ハードディスクドライブ 20 - 30MB（標準）、フロッピーディスクドライブ 1.2MB×2基
- ディスプレイ: EGA
- 84または101キーボード
- シリアルポート
- パラレルポート
- AT拡張バス（後のISAバス）（XTバスも装備）